# Kámen (Křenice)
Kámen je malá vesnice, část obce Křenice v okrese Klatovy v Plzeňském kraji. Nachází se asi 1,5 kilometru jihovýchodně od Křenic. Kámen leží v katastrálním území Kámen u Křenic o rozloze 1,37 km².

## Historie
První písemná zmínka o vesnici pochází z roku 1548.

## Obyvatelstvo
| Rok            | 1869 | 1880 | 1890 | 1900 | 1910 | 1921 | 1930 | 1950 | 1961 | 1970 | 1980 | 1991 | 2001 | 2011 | 2021 |
| -------------- | ---- | ---- | ---- | ---- | ---- | ---- | ---- | ---- | ---- | ---- | ---- | ---- | ---- | ---- | ---- |
| Počet obyvatel | 114  | 125  | 104  | 104  | 106  | 117  | 112  | 71   | 65   | 56   | 50   | 35   | 29   | 27   | 39   |
| Počet domů     | 18   | 19   | 19   | 19   | 20   | 20   | 22   | 22   | 22   | 16   | 16   | 17   | 18   | 18   | 19   |

## Obecní správa
Při sčítání lidu v letech 1850–1959 Kámen byl samostatnou obcí v okrese Přeštice. Od roku 1960 je částí obce Křenice v okrese Klatovy.

## Galerie

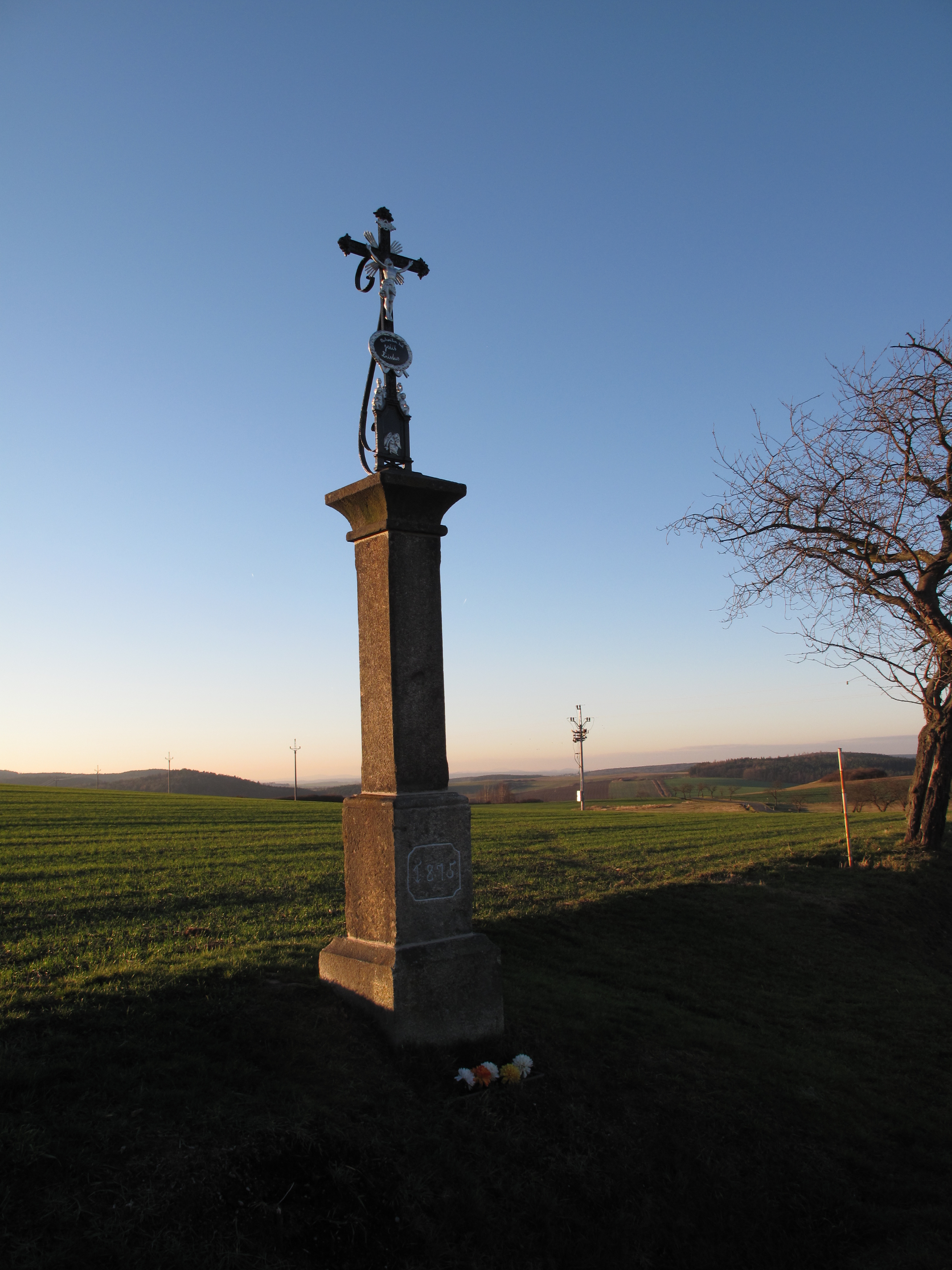
Křížek
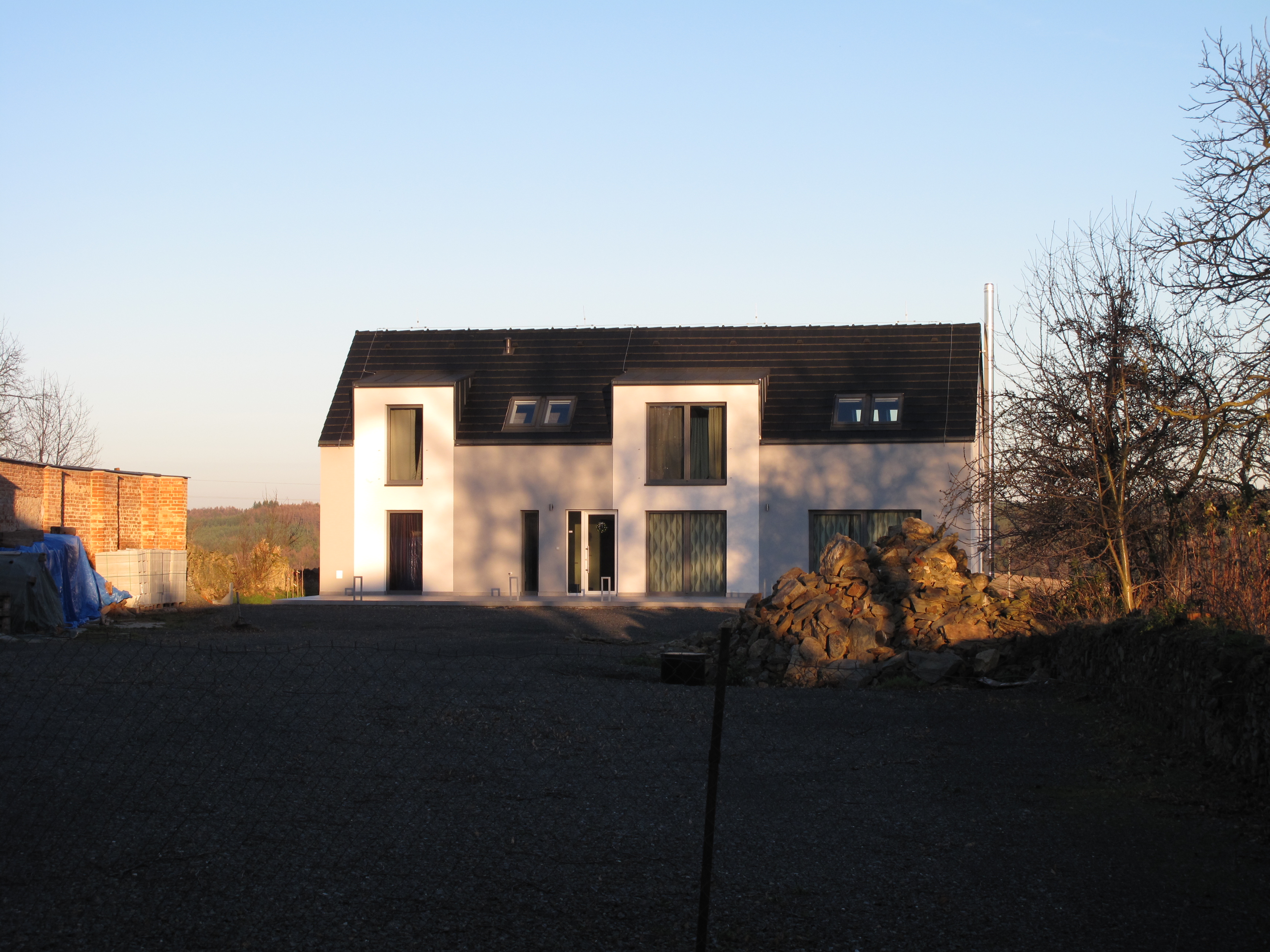
Novostavba
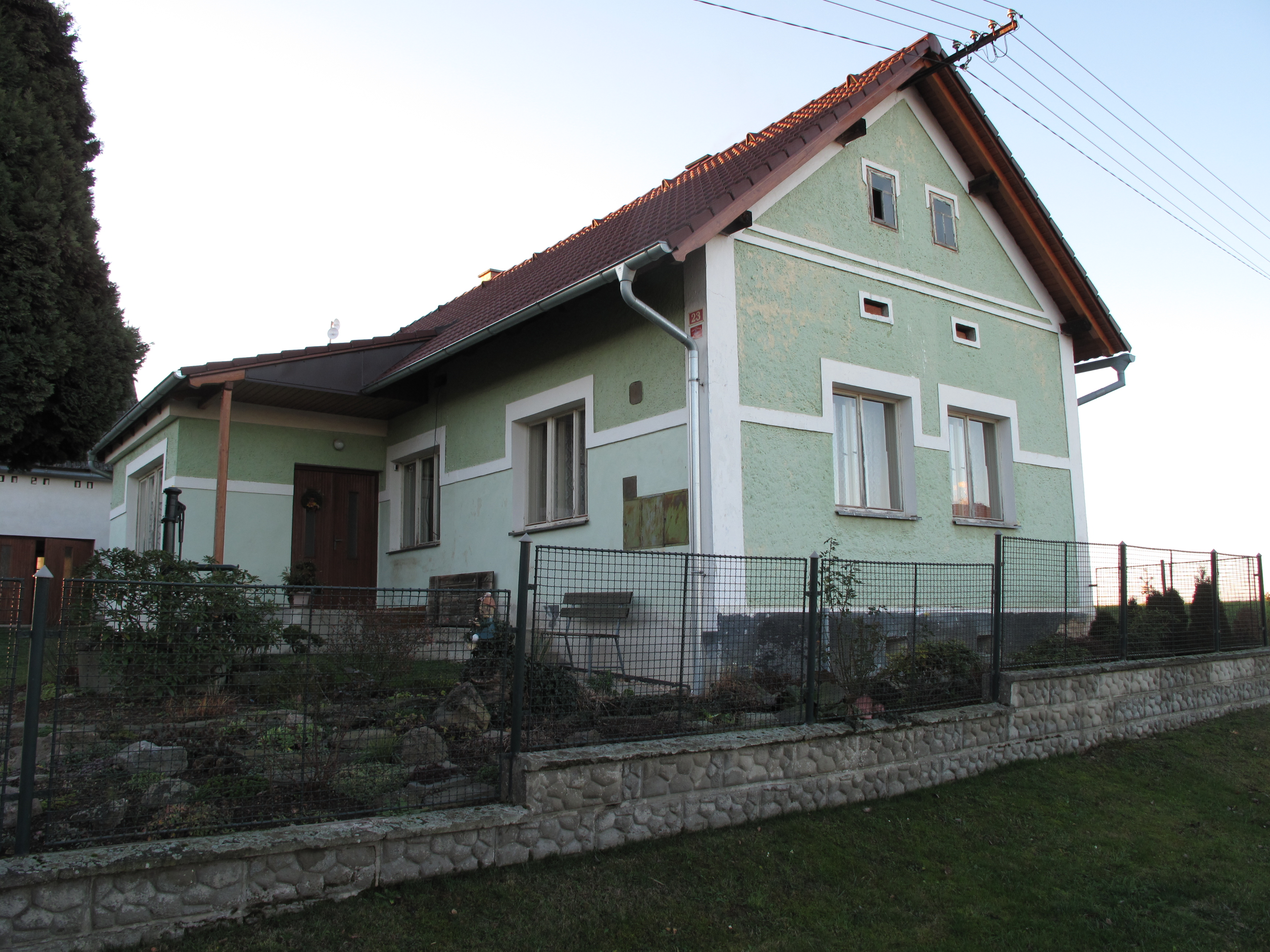
Dům
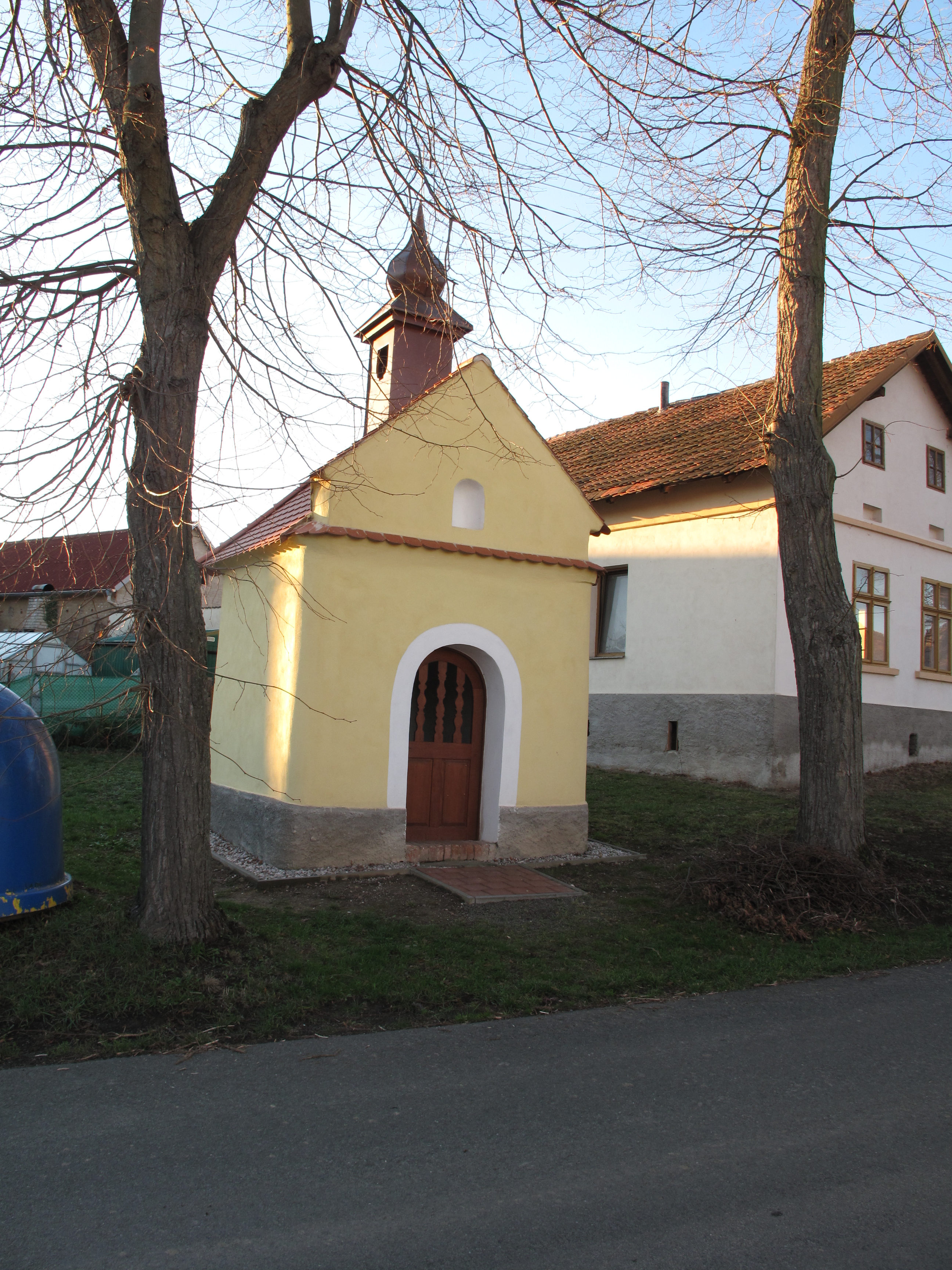
Kaplička
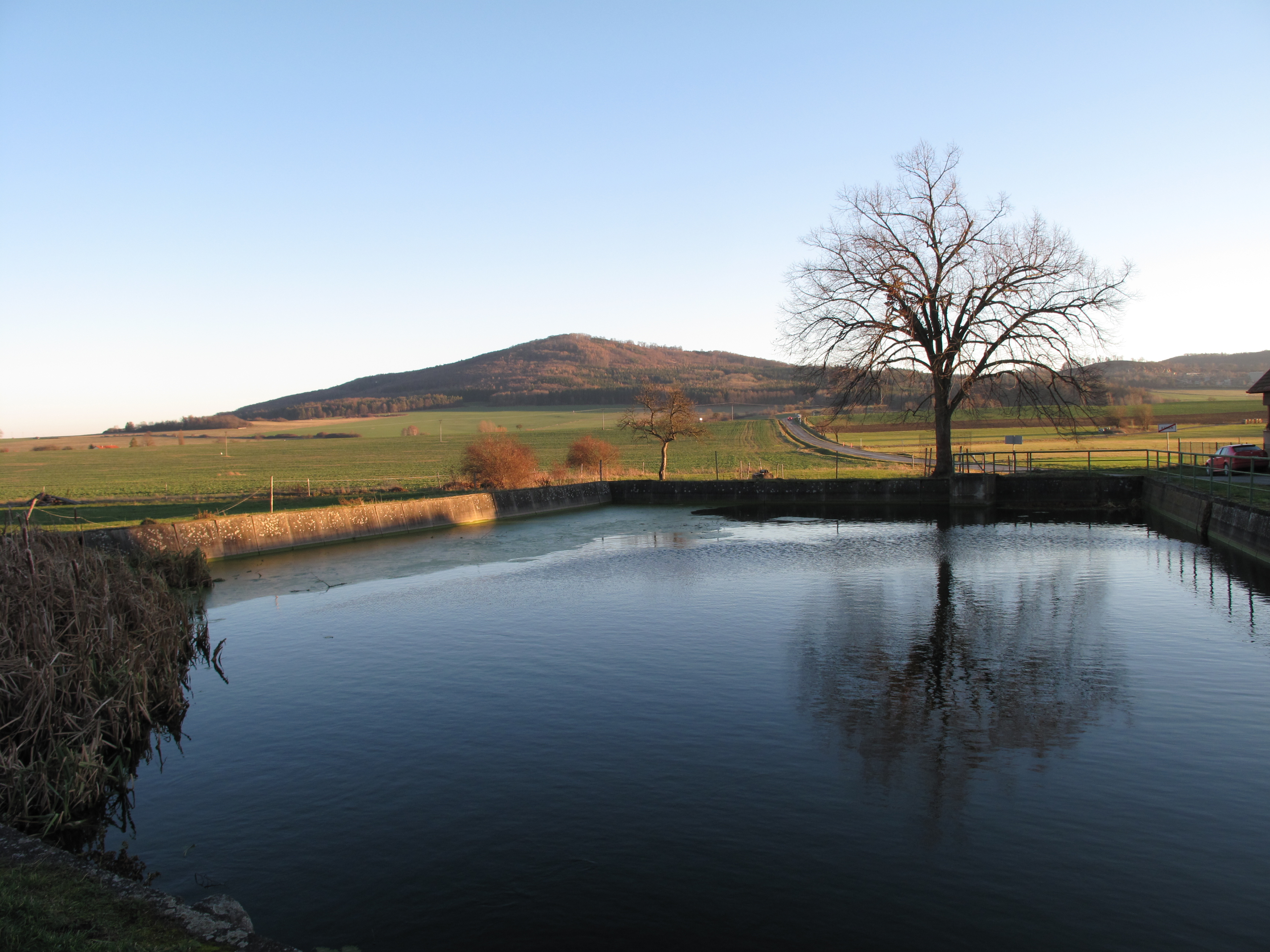
Okolní krajina